# Manchester United FC in het seizoen 2014/15
Dit artikel beschrijft de prestaties van de Engelse voetbalclub Manchester United FC in het seizoen 2014–2015. Het was het 23ste opeenvolgende seizoen dat de club uit Manchester uitkwam in de hoogste divisie van het Engelse profvoetbal, de Premier League.

## Gebeurtenissen
Na het ontslag van David Moyes nam assistent Ryan Giggs tijdelijk het roer over als speler-trainer. In april 2014 doken de namen van onder meer Jürgen Klopp, Louis van Gaal en Josep Guardiola op als kandidaten voor de functie van manager. Op 19 mei 2014 werd Van Gaal officieel benoemd als nieuwe coach van Manchester United. In zijn zog maakten ook Frans Hoek, Albert Stuivenberg, Marcel Bout en Max Reckers de overstap naar Manchester.

## Spelerskern
| No.           | Naam              | Nationaliteit | Geboortedatum | Vorige club       |
| ------------- | ----------------- | ------------- | ------------- | ----------------- |
| Keepers       |                   |               |               |                   |
| 1             | David de Gea      | Spanje        | 07-11-1990    | Atlético Madrid   |
| 13            | Anders Lindegaard | Denemarken    | 13-04-1984    | Aalesunds FK      |
| 32            | Víctor Valdés     | Spanje        | 14-01-1982    | FC Barcelona      |
| Verdedigers   |                   |               |               |                   |
| 2             | Rafael            | Brazilië      | 09-07-1990    | /                 |
| 3             | Luke Shaw         | Engeland      | 12-07-1995    | Southampton       |
| 4             | Phil Jones        | Engeland      | 21-02-1992    | Blackburn Rovers  |
| 5             | Marcos Rojo       | Argentinië    | 20-03-1990    | Sporting Lissabon |
| 6             | Jonny Evans       | Noord-Ierland | 02-01-1988    | Sunderland        |
| 12            | Chris Smalling    | Engeland      | 22-11-1989    | Fulham FC         |
| 17            | Daley Blind       | Nederland     | 09-03-1990    | Ajax              |
| 33            | Patrick McNair    | Noord-Ierland | 27-04-1995    | /                 |
| 41            | Reece James       | Engeland      | 07-11-1993    | Carlisle United   |
| 42            | Tyler Blackett    | Engeland      | 02-04-1994    | Birmingham City   |
| Middenvelders |                   |               |               |                   |
| 7             | Ángel di María    | Argentinië    | 14-02-1988    | Real Madrid       |
| 8             | Juan Mata         | Spanje        | 28-04-1988    | Chelsea FC        |
| 11            | Adnan Januzaj     | België        | 05-02-1995    | /                 |
| 16            | Michael Carrick   | Engeland      | 28-07-1981    | Tottenham Hotspur |
| 18            | Ashley Young      | Engeland      | 09-07-1985    | Aston Villa       |
| 21            | Ander Herrera     | Spanje        | 14-08-1989    | Athletic Bilbao   |
| 25            | Antonio Valencia  | Ecuador       | 04-08-1985    | Wigan Athletic    |
| 31            | Marouane Fellaini | België        | 22-11-1987    | Everton FC        |
| 44            | Andreas Pereira   | België        | 01-01-1996    | /                 |
| Aanvallers    |                   |               |               |                   |
| 9             | Radamel Falcao    | Colombia      | 10-02-1986    | AS Monaco         |
| 10            | Wayne Rooney      | Engeland      | 24-10-1985    | Everton FC        |
| 20            | Robin van Persie  | Nederland     | 06-08-1983    | Arsenal FC        |
| 49            | James Wilson      | Engeland      | 01-12-1995    | /                 |

- = Aanvoerder

### Technische staf
|                 |                       |               |
| Functie         | Naam                  | Nationaliteit |
| Coach           | Louis van Gaal (foto) | Nederland     |
| Assistent-coach | Ryan Giggs            | Wales         |
| Assistent-coach | Albert Stuivenberg    | Nederland     |
| Assistent-coach | Marcel Bout           | Nederland     |
| Videoanalist    | Max Reckers           | Nederland     |
| Keeperstrainer  | Frans Hoek            | Nederland     |

## Resultaten
Een overzicht van de competities waaraan Manchester United in het seizoen 2014-2015 deelnam. 
| Premier League | FA Cup      | League Cup   |
| -------------- | ----------- | ------------ |
|                |             |              |
| Vierde         | Kwartfinale | Tweede ronde |

## Uitrustingen
Shirtsponsor: Chevrolet

Sportmerk: Nike
| Thuis | Uit | Alternatief | Alternatief | Doelman | Doelman |

## Transfers

### Zomer

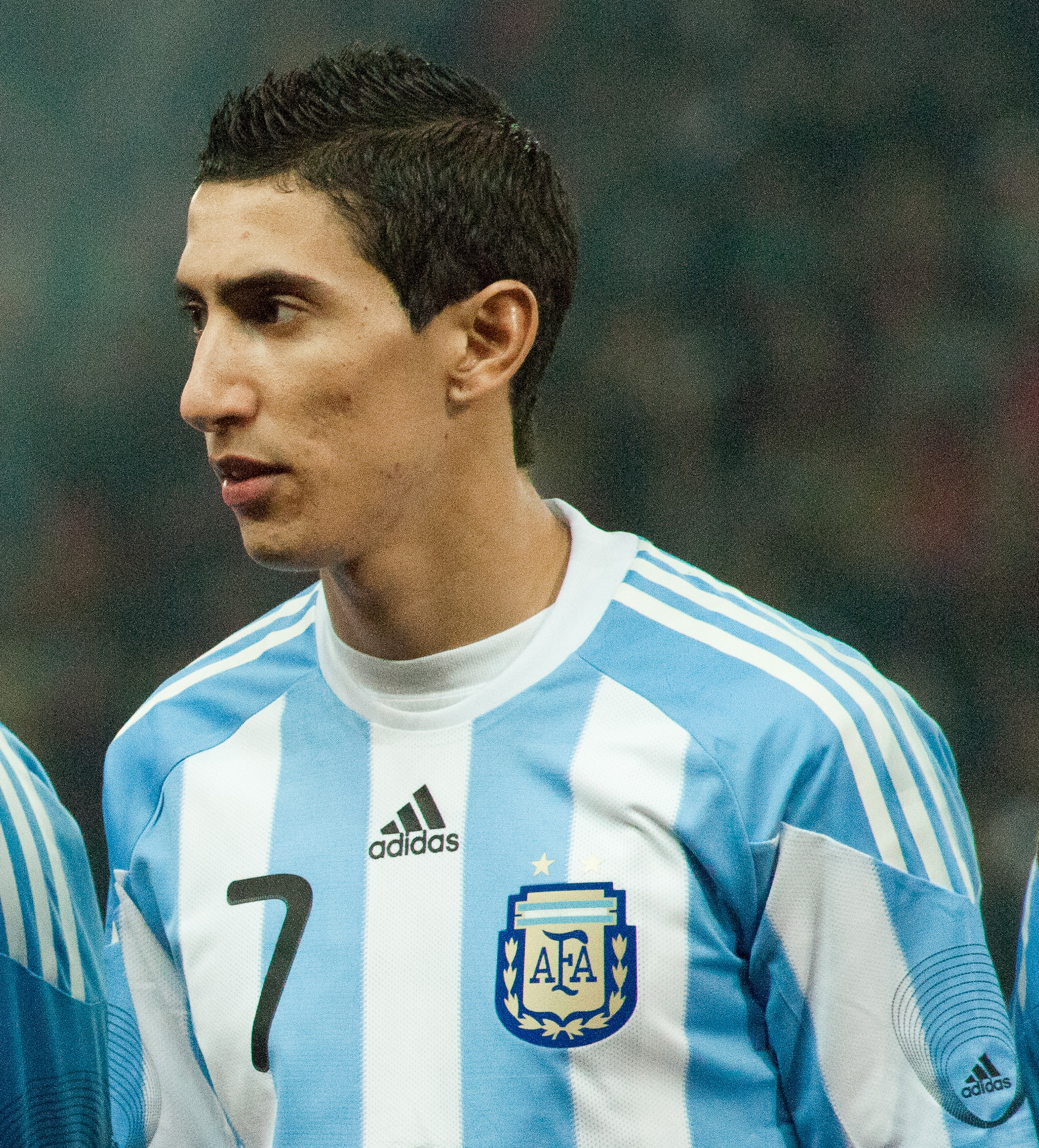
Ángel Di María werd met 75 miljoen euro de duurste inkomende transfer uit de geschiedenis van het Britse voetbal.

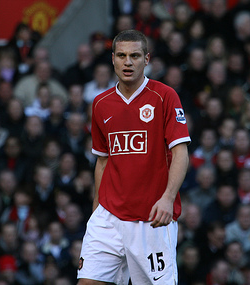
Aanvoerder Nemanja Vidić nam na negen seizoenen afscheid van Manchester United.

| Naam              | Nationaliteit | Van/naar            | Type           |
| ----------------- | ------------- | ------------------- | -------------- |
| Inkomend          |               |                     |                |
| Ander Herrera     | Spanje        | Athletic Bilbao     | € 36.000.000   |
| Luke Shaw         | Engeland      | Southampton         | € 40.000.000   |
| Marcos Rojo       | Argentinië    | Sporting Lissabon   | € 20.000.000   |
| Ángel Di María    | Argentinië    | Real Madrid         | € 75.000.000   |
| Daley Blind       | Nederland     | Ajax                | € 17.500.000   |
| Radamel Falcao    | Colombia      | AS Monaco           | Gehuurd        |
| Vanja Milinković  | Servië        | FK Vojvodina        | niet bekend    |
| Anderson          | Brazilië      | Fiorentina          | Einde huur     |
| Marnick Vermijl   | België        | N.E.C.              | Einde huur     |
| Uitgaand          |               |                     |                |
| Ryan Giggs        | Wales         |                     | Einde carrière |
| Alexander Büttner | Nederland     | Dinamo Moskou       | € 5.500.000    |
| Patrice Evra      | Frankrijk     | Juventus            | € 1.500.000    |
| Bebé              | Portugal      | Benfica             | € 3.000.000    |
| Shinji Kagawa     | Japan         | Borussia Dortmund   | € 8.000.000    |
| Danny Welbeck     | Engeland      | Arsenal FC          | € 20.000.000   |
| Tom Lawrence      | Wales         | Leicester City      | € 1.250.000    |
| Nani              | Portugal      | Sporting Lissabon   | Verhuurd       |
| Vanja Milinković  | Servië        | FK Vojvodina        | Verhuurd       |
| Wilfried Zaha     | Engeland      | Crystal Palace      | Verhuurd       |
| Javier Hernández  | Mexico        | Real Madrid         | Verhuurd       |
| Nick Powell       | Wales         | Leicester City      | Verhuurd       |
| Michael Keane     | Engeland      | Burnley FC          | Verhuurd       |
| Tom Cleverley     | Engeland      | Aston Villa         | Verhuurd       |
| Nemanja Vidić     | Servië        | Internazionale      | Transfervrij   |
| Jack Barmby       | Engeland      | Leicester City      | Transfervrij   |
| Rio Ferdinand     | Engeland      | Queens Park Rangers | Transfervrij   |
| Charni Ekangamene | België        | Zulte Waregem       | Transfervrij   |
| Federico Macheda  | Italië        | Cardiff City        | Transfervrij   |

### Winter
| Naam            | Nationaliteit | Van/naar             | Type         |
| --------------- | ------------- | -------------------- | ------------ |
| Inkomend        |               |                      |              |
| Víctor Valdés   | Spanje        | FC Barcelona         | Transfervrij |
| Andy Kellett    | Engeland      | Bolton Wanderers     | Gehuurd      |
| Uitgaand        |               |                      |              |
| Wilfried Zaha   | Engeland      | Crystal Palace       | € 8.000.000  |
| Michael Keane   | Engeland      | Burnley FC           | Verkocht     |
| Marnick Vermijl | België        | Sheffield Wednesday  | Verkocht     |
| Anderson        | Brazilië      | Internacional        | Transfervrij |
| Darren Fletcher | Schotland     | West Bromwich Albion | Transfervrij |
| Sam Johnstone   | Engeland      | Preston North End FC | Verhuurd     |
| Ben Amos        | Engeland      | Bolton Wanderers     | Verhuurd     |
| Jesse Lingard   | Engeland      | Derby County         | Verhuurd     |
| Saidy Janko     | Zwitserland   | Bolton Wanderers     | Verhuurd     |

## Premier League

### Wedstrijden
| Wedstrijddetails                                       | Thuisploeg                                             | Uitslag                         | Uitploeg                                | Opstelling | Kaarten                                           |
| ------------------------------------------------------ | ------------------------------------------------------ | ------------------------------- | --------------------------------------- | --- | ------------------------------------------------- |
| Heenronde                                              |                                                        |                                 |                                         | |                                                   |
| 16 augustus 2014 13:45 Old Trafford Manchester         | Manchester United                                      | 1-2                             | Swansea City                            | De Gea Jones, Smalling, Blackett Lingard (24' Januzaj), Fletcher, Mata, Herrera (67' Fellaini), Young Hernández (46' Nani), Rooney      | 83' Blackett 86' Young                            |
| 16 augustus 2014 13:45 Old Trafford Manchester         | 53' Rooney                                             | 0-1 1-1 1-2                     | 28' Ki 72' Sigurdsson                   | De Gea Jones, Smalling, Blackett Lingard (24' Januzaj), Fletcher, Mata, Herrera (67' Fellaini), Young Hernández (46' Nani), Rooney      | 83' Blackett 86' Young                            |
| 24 augustus 2014 17:00 Stadium of Light Sunderland     | Sunderland                                             | 1-1                             | Manchester United                       | De Gea Jones, Smalling (44' Keane), Blackett Valencia, Fletcher (63' Januzaj), Mata, Cleverley, Young Rooney, Van Persie (63' Welbeck)  | 62' Young 67' Cleverley                           |
| 24 augustus 2014 17:00 Stadium of Light Sunderland     | 30' Rodwell                                            | 0-1 1-1                         | 17' Mata                                | De Gea Jones, Smalling (44' Keane), Blackett Valencia, Fletcher (63' Januzaj), Mata, Cleverley, Young Rooney, Van Persie (63' Welbeck)  | 62' Young 67' Cleverley                           |
| 30 augustus 2014 13:45 Turf Moor Burnley               | Burnley                                                | 0-0                             | Manchester United                       | De Gea Jones, Evans, Blackett Valencia, Fletcher, Mat (87' Januzaj), Di María (70' Anderson), Young Rooney, Van Persie (73' Welbeck)    | 38' Fletcher 68' Blackett                         |
| 30 augustus 2014 13:45 Turf Moor Burnley               |                                                        |                                 |                                         | De Gea Jones, Evans, Blackett Valencia, Fletcher, Mat (87' Januzaj), Di María (70' Anderson), Young Rooney, Van Persie (73' Welbeck)    | 38' Fletcher 68' Blackett                         |
| 14 september 2014 17:00 Old Trafford Manchester        | Manchester United                                      | 4-0                             | Queens Park Rangers                     | De Gea Rafael (67' Valencia), Evans, Blackett, Rojo Herrera, Mata (67' Falcao), Blind, Di María (82' Januzaj) Rooney, Van Persie        | 33' Van Persie                                    |
| 14 september 2014 17:00 Old Trafford Manchester        | 24' Di María 36' Herrera 44' Rooney 58' Mata           | 1-0 2-0 3-0 4-0                 |                                         | De Gea Rafael (67' Valencia), Evans, Blackett, Rojo Herrera, Mata (67' Falcao), Blind, Di María (82' Januzaj) Rooney, Van Persie        | 33' Van Persie                                    |
| 21 september 2014 14:30 King Power Stadium Leicester   | Leicester City                                         | 5-3                             | Manchester United                       | De Gea Rafael, Evans (30' Smalling), Blackett, Rojo Herrera, Rooney, Blind, Di María (76' Mata) Falcao (72' Januzaj), Van Persie        | 83' Blackett 83' Rooney                           |
| 21 september 2014 14:30 King Power Stadium Leicester   | 17' Ulloa 62' Nugent 64' Cambiasso 79' Vardy 83' Ulloa | 0-1 0-2 1-2 1-3 2-3 3-3 4-3 5-3 | 13' Van Persie 16' Di María 57' Herrera | De Gea Rafael, Evans (30' Smalling), Blackett, Rojo Herrera, Rooney, Blind, Di María (76' Mata) Falcao (72' Januzaj), Van Persie        | 83' Blackett 83' Rooney                           |
| 27 september 2014 16:00 Old Trafford Manchester        | Manchester United                                      | 2-1                             | West Ham United                         | De Gea Rafael, McNair, Rojo, Shaw Herrera (74' Valencia), Blind, Rooney, Di María (90+4' Thorpe) Van Persie, Falcao (65' Fletcher)      | 48' Herrera 59' Rooney                            |
| 27 september 2014 16:00 Old Trafford Manchester        | 5' Rooney 22' Van Persie                               | 1-0 2-0 2-1                     | 37' Sakho                               | De Gea Rafael, McNair, Rojo, Shaw Herrera (74' Valencia), Blind, Rooney, Di María (90+4' Thorpe) Van Persie, Falcao (65' Fletcher)      | 48' Herrera 59' Rooney                            |
| 5 oktober 2014 13:00 Old Trafford Manchester           | Manchester United                                      | 2-1                             | Everton                                 | De Gea Rafael, McNair, Rojo, Shaw (71' Blackett) Valencia (79' Fellaini), Blind, Mata, Di María Van Persie, Falcao (73' Wilson)         | 9' Van Persie 31' Blind 55' Valencia 90+3' Wilson |
| 5 oktober 2014 13:00 Old Trafford Manchester           | 27' Di María 62' Falcao                                | 1-0 2-0 2-1                     | 55' Naismith                            | De Gea Rafael, McNair, Rojo, Shaw (71' Blackett) Valencia (79' Fellaini), Blind, Mata, Di María Van Persie, Falcao (73' Wilson)         | 9' Van Persie 31' Blind 55' Valencia 90+3' Wilson |
| 20 oktober 2014 21:00 The Hawthorns West Bromwich      | West Bromwich Albion                                   | 2-2                             | Manchester United                       | De Gea Rafael, Jones, Rojo, Shaw Herrera (46' Fellaini), Blind, Mata (72' Falcao) Januzaj, Van Persie, Di María (76' Young)             | 83' Blind 90+4' Rojo                              |
| 20 oktober 2014 21:00 The Hawthorns West Bromwich      | 8' Sessègnon 66' Berahino                              | 1-0 1-1 2-1                     | 48' Fellaini 87' Blind                  | De Gea Rafael, Jones, Rojo, Shaw Herrera (46' Fellaini), Blind, Mata (72' Falcao) Januzaj, Van Persie, Di María (76' Young)             | 83' Blind 90+4' Rojo                              |
| 26 oktober 2014 17:00 Old Trafford Manchester          | Manchester United                                      | 1-1                             | Chelsea FC                              | De Gea Rafael, Smalling, Rojo, Shaw Di María, Fellaini, Blind, Mata (67' Wilson), Januzaj Van Persie                                    | 12' Rafael 77' Fellaini 90+5' Van Persie          |
| 26 oktober 2014 17:00 Old Trafford Manchester          | 90+4' Van Persie                                       | 0-1 1-1                         | 53' Drogba                              | De Gea Rafael, Smalling, Rojo, Shaw Di María, Fellaini, Blind, Mata (67' Wilson), Januzaj Van Persie                                    | 12' Rafael 77' Fellaini 90+5' Van Persie          |
| 2 november 2014 14:30 Etihad Stadium Manchester        | Manchester City                                        | 1-0                             | Manchester United                       | De Gea Valencia, Smalling, Rojo (56' McNair), Shaw Januzaj (43' Carrick), Fellaini, Blind, Rooney, Di María Van Persie (82' Wilson)     | 28' Blind 31' Smalling 39' Smalling               |
| 2 november 2014 14:30 Etihad Stadium Manchester        | 63' Agüero                                             | 1-0                             |                                         | De Gea Valencia, Smalling, Rojo (56' McNair), Shaw Januzaj (43' Carrick), Fellaini, Blind, Rooney, Di María Van Persie (82' Wilson)     | 28' Blind 31' Smalling 39' Smalling               |
| 8 november 2014 16:00 Old Trafford Manchester          | Manchester United                                      | 1-0                             | Crystal Palace                          | De Gea Valencia, McNair (90+1' Fletcher), Blind, Shaw Januzaj (63' Mata), Fellaini, Carrick, Rooney, Di María (71' Wilson) Van Persie   | 83' Valencia                                      |
| 8 november 2014 16:00 Old Trafford Manchester          | 67' Mata                                               | 1-0                             |                                         | De Gea Valencia, McNair (90+1' Fletcher), Blind, Shaw Januzaj (63' Mata), Fellaini, Carrick, Rooney, Di María (71' Wilson) Van Persie   | 83' Valencia                                      |
| 22 november 2014 18:30 Emirates Stadium Londen         | Arsenal FC                                             | 1-2                             | Manchester United                       | De Gea McNair, Smalling, Blackett Valencia, Fellaini, Carrick, Shaw (16' Young)(89' Fletcher) Di María, Rooney, Van Persie (75' Wilson) | 90+7' Wilson                                      |
| 22 november 2014 18:30 Emirates Stadium Londen         | 90+5' Giroud                                           | 0-1 0-2 1-2                     | 56' Gibbs (own) 85' Rooney              | De Gea McNair, Smalling, Blackett Valencia, Fellaini, Carrick, Shaw (16' Young)(89' Fletcher) Di María, Rooney, Van Persie (75' Wilson) | 90+7' Wilson                                      |
| 29 november 2014 16:00 Old Trafford Manchester         | Manchester United                                      | 3-0                             | Hull City                               | De Gea Valencia (74' Fletcher), Smalling, Rojo, Young Fellaini, Carrick, Mata, Di María (14' Herrera) Rooney, Van Persie (70' Falcao)   | 47' Fellaini 89' Rojo                             |
| 29 november 2014 16:00 Old Trafford Manchester         | 16' Smalling 42' Rooney 66' Van Persie                 | 1-0 2-0 3-0                     |                                         | De Gea Valencia (74' Fletcher), Smalling, Rojo, Young Fellaini, Carrick, Mata, Di María (14' Herrera) Rooney, Van Persie (70' Falcao)   | 47' Fellaini 89' Rojo                             |
| 2 december 2014 20:45 Old Trafford Manchester          | Manchester United                                      | 2-1                             | Stoke City                              | De Gea Valencia, Smalling, Rojo, Young Fellaini, Carrick, Herrera (86' Fletcher), Mata (90+2' Januzaj) Wilson (78' Falcao), Van Persie  | 60' Herrera 90+2' Young                           |
| 2 december 2014 20:45 Old Trafford Manchester          | 21' Fellaini 59' Mata                                  | 1-0 1-1 2-1                     | 39' N'Zonzi                             | De Gea Valencia, Smalling, Rojo, Young Fellaini, Carrick, Herrera (86' Fletcher), Mata (90+2' Januzaj) Wilson (78' Falcao), Van Persie  | 60' Herrera 90+2' Young                           |
| 8 december 2014 21:00 St. Mary's Stadium Southampton   | Southampton FC                                         | 1-2                             | Manchester United                       | De Gea Valencia, McNair (39' Herrera), Smalling (18' Evans), Rojo, Young Fellaini, Carrick, Mata (89' Fletcher) Rooney, Van Persie      | 90+2' Rooney                                      |
| 8 december 2014 21:00 St. Mary's Stadium Southampton   | 31' Pellè                                              | 0-1 1-1 1-2                     | 12' Van Persie 71' Van Persie           | De Gea Valencia, McNair (39' Herrera), Smalling (18' Evans), Rojo, Young Fellaini, Carrick, Mata (89' Fletcher) Rooney, Van Persie      | 90+2' Rooney                                      |
| 14 december 2014 14:30 Old Trafford Manchester         | Manchester United                                      | 3-0                             | Liverpool FC                            | De Gea Valencia, Jones (89' McNair), Carrick, Young Fellaini, Mata, Rooney (78' Falcao) Wilson (71' Herrera), Van Persie                | 5' Fellaini 21' Jones 37' Evans 43' Rooney        |
| 14 december 2014 14:30 Old Trafford Manchester         | 12' Rooney 40' Mata 71' Van Persie                     | 1-0 2-0 3-0                     |                                         | De Gea Valencia, Jones (89' McNair), Carrick, Young Fellaini, Mata, Rooney (78' Falcao) Wilson (71' Herrera), Van Persie                | 5' Fellaini 21' Jones 37' Evans 43' Rooney        |
| 20 december 2014 16:00 Villa Park Birmingham           | Aston Villa                                            | 1-1                             | Manchester United                       | De Gea Valencia (74' Wilson), Jones, Carrick, Evans, Young Fletcher (46' Blackett), Mata, Rooney Falcao, Van Persie (61' Di María)      | 75' Blackett                                      |
| 20 december 2014 16:00 Villa Park Birmingham           | 18' Benteke                                            | 1-0 1-1                         | 53' Falcao                              | De Gea Valencia (74' Wilson), Jones, Carrick, Evans, Young Fletcher (46' Blackett), Mata, Rooney Falcao, Van Persie (61' Di María)      | 75' Blackett                                      |
| 26 december 2014 16:00 Old Trafford Manchester         | Manchester United                                      | 3-1                             | Newcastle United                        | De Gea Valencia (80' Rafael), Jones, McNair, Evans, Young Mata, Carrick (62' Fletcher), Rooney Falcao (65' Wilson), Van Persie          | 66' Van Persie                                    |
| 26 december 2014 16:00 Old Trafford Manchester         | 23' Rooney 36' Rooney 53' Van Persie                   | 1-0 2-0 3-0 3-1                 | 87' Cissé                               | De Gea Valencia (80' Rafael), Jones, McNair, Evans, Young Mata, Carrick (62' Fletcher), Rooney Falcao (65' Wilson), Van Persie          | 66' Van Persie                                    |
| 28 december 2014 13:00 White Hart Lane Londen          | Tottenham Hotspur                                      | 0-0                             | Manchester United                       | De Gea Valencia (46' Rafael), Jones, McNair (76' Shaw), Evans (72' Smalling), Young Mata, Carrick, Rooney Falcao, Van Persie            | 50' Young 71' McNair 84' Falcao 86' Rafael        |
| 28 december 2014 13:00 White Hart Lane Londen          |                                                        |                                 |                                         | De Gea Valencia (46' Rafael), Jones, McNair (76' Shaw), Evans (72' Smalling), Young Mata, Carrick, Rooney Falcao, Van Persie            | 50' Young 71' McNair 84' Falcao 86' Rafael        |
| Terugronde                                             |                                                        |                                 |                                         | |                                                   |
| 1 januari 2015 13:45 Britannia Stadium Stoke-on-Trent  | Stoke City                                             | 1-1                             | Manchester United                       | De Gea Young (75' Rafael), Jones, Smalling, Evans, Shaw (64' Januzaj) Mata, Carrick, Rooney Falcao (64' Herrera), Van Persie            |                                                   |
| 1 januari 2015 13:45 Britannia Stadium Stoke-on-Trent  | 2' Shawcross                                           | 1-0 1-1                         | 26' Falcao                              | De Gea Young (75' Rafael), Jones, Smalling, Evans, Shaw (64' Januzaj) Mata, Carrick, Rooney Falcao (64' Herrera), Van Persie            |                                                   |
| 11 januari 2015 17:00 Old Trafford Manchester          | Manchester United                                      | 0-1                             | Southampton FC                          | De Gea Valencia, Jones, Smalling, Shaw (64' Blackett) Mata, Carrick, Rooney, Blind Van Persie (61' Herrera), Di María (72' Fellaini)    | 58' Van Persie 76' Carrick                        |
| 11 januari 2015 17:00 Old Trafford Manchester          |                                                        | 0-1                             | 69' Tadić                               | De Gea Valencia, Jones, Smalling, Shaw (64' Blackett) Mata, Carrick, Rooney, Blind Van Persie (61' Herrera), Di María (72' Fellaini)    | 58' Van Persie 76' Carrick                        |
| 17 januari 2015 16:00 Loftus Road Stadium Londen       | Queens Park Rangers                                    | 0-2                             | Manchester United                       | De Gea Valencia, Jones, Evans (57' Wilson), Rojo, Blind Mata (46' Fellaini), Carrick, Rooney Falcao, Di María (90+5' Herrera)           | 45' Mata 68' Rojo                                 |
| 17 januari 2015 16:00 Loftus Road Stadium Londen       |                                                        | 0-1 0-2                         | 58' Fellaini 90+4' Wilson               | De Gea Valencia, Jones, Evans (57' Wilson), Rojo, Blind Mata (46' Fellaini), Carrick, Rooney Falcao, Di María (90+5' Herrera)           | 45' Mata 68' Rojo                                 |
| 31 januari 2015 16:00 Old Trafford Manchester          | Manchester United                                      | 3-1                             | Leicester City                          | De Gea Valencia (77' Mata), Jones, Rojo, Shaw Rooney, Blind, Di María, Januzaj Van Persie (68' McNair), Falcao (80' Wilson)             | 45' Mata 68' Rojo                                 |
| 31 januari 2015 16:00 Old Trafford Manchester          | 27' Van Persie 32' Falcao 44' Morgan                   | 1-0 2-0 3-0 3-1                 | 80' Wasilewski                          | De Gea Valencia (77' Mata), Jones, Rojo, Shaw Rooney, Blind, Di María, Januzaj Van Persie (68' McNair), Falcao (80' Wilson)             | 45' Mata 68' Rojo                                 |
| 8 februari 2015 17:15 Boleyn Ground Londen             | West Ham United                                        | 1-1                             | Manchester United                       | De Gea Valencia, Jones, Rojo, Shaw Rooney, Blind, Di María, Januzaj (72' Fellaini) Van Persie, Falcao (90+5' Smalling)                  | 43' Rojo 83' Shaw 83' Rooney 90+3' Shaw           |
| 8 februari 2015 17:15 Boleyn Ground Londen             | 49' Kouyaté                                            | 1-0 1-1                         | 90+2' Blind                             | De Gea Valencia, Jones, Rojo, Shaw Rooney, Blind, Di María, Januzaj (72' Fellaini) Van Persie, Falcao (90+5' Smalling)                  | 43' Rojo 83' Shaw 83' Rooney 90+3' Shaw           |
| 11 februari 2015 20:45 Old Trafford Manchester         | Manchester United                                      | 3-1                             | Burnley FC                              | De Gea McNair, Jones (5' Smalling), Evans, Rojo Rooney, Blind (39' Herrera), Januzaj, Di María Van Persie, Falcao (74' Wilson)          | 59' Rooney 68' Falcao 84' Wilson 86' Di María     |
| 11 februari 2015 20:45 Old Trafford Manchester         | 6' Smalling 45+3' Smalling 82' Van Persie              | 1-0 1-1 2-1 3-1                 | 12' Ings                                | De Gea McNair, Jones (5' Smalling), Evans, Rojo Rooney, Blind (39' Herrera), Januzaj, Di María Van Persie, Falcao (74' Wilson)          | 59' Rooney 68' Falcao 84' Wilson 86' Di María     |
| 21 februari 2015 16:00 Liberty Stadium Swansea         | Swansea City                                           | 2-1                             | Manchester United                       | De Gea McNair (46' Valencia), Jones, Rojo, Shaw (58' Young) Herrera, Blind, Fellaini, Di María (79' Mata) Van Persie, Rooney            | 45' Fellaini 48' Jones 84' Young 88' Rojo         |
| 21 februari 2015 16:00 Liberty Stadium Swansea         | 30' Ki 73' Gomis                                       | 0-1 1-1 2-1                     | 28' Herrera                             | De Gea McNair (46' Valencia), Jones, Rojo, Shaw (58' Young) Herrera, Blind, Fellaini, Di María (79' Mata) Van Persie, Rooney            | 45' Fellaini 48' Jones 84' Young 88' Rojo         |
| 28 februari 2015 16:00 Old Trafford Manchester         | Manchester United                                      | 2-0                             | Sunderland                              | De Gea Valencia, Smalling, Evans, Rojo Herrera, Blind, Rooney (86' Mata) Di María (46' Januzaj), Falcao (68' Fellaini), Young           | 45+1' Valencia                                    |
| 28 februari 2015 16:00 Old Trafford Manchester         | 66' Rooney 84' Rooney                                  | 1-0 2-0                         |                                         | De Gea Valencia, Smalling, Evans, Rojo Herrera, Blind, Rooney (86' Mata) Di María (46' Januzaj), Falcao (68' Fellaini), Young           | 45+1' Valencia                                    |
| 4 maart 2015 20:45 St. James' Park Newcastle-upon-Tyne | Newcastle United                                       | 0-1                             | Manchester United                       | De Gea Valencia, Smalling, Evans, Rojo (89' Carrick) Di María (59' Januzaj), Herrera, Blind, Fellaini (82' Mata), Young Rooney          | 60' Rojo 84' Valencia                             |
| 4 maart 2015 20:45 St. James' Park Newcastle-upon-Tyne |                                                        | 0-1                             | 89' Young                               | De Gea Valencia, Smalling, Evans, Rojo (89' Carrick) Di María (59' Januzaj), Herrera, Blind, Fellaini (82' Mata), Young Rooney          | 60' Rojo 84' Valencia                             |
| 15 maart 2015 17:00 Old Trafford Manchester            | Manchester United                                      | 3-0                             | Tottenham Hotspur                       | De Gea Valencia, Smalling, Jones, Blind Mata (77' Pereira), Herrera, Carrick (87' Rafael), Fellaini (83' Falcao), Young Rooney          | 32' Mata                                          |
| 15 maart 2015 17:00 Old Trafford Manchester            | 9' Fellaini 19' Carrick 34' Rooney                     | 1-0 2-0 3-0                     |                                         | De Gea Valencia, Smalling, Jones, Blind Mata (77' Pereira), Herrera, Carrick (87' Rafael), Fellaini (83' Falcao), Young Rooney          | 32' Mata                                          |
| 22 maart 2015 14:30 Anfield Liverpool                  | Liverpool FC                                           | 1-2                             | Manchester United                       | De Gea Valencia, Smalling, Jones, Blind (90+4' Rojo) Mata, Herrera (83' Falcao), Carrick, Fellaini, Young (55' Di María) Rooney         | 47' Herrera 56' Jones                             |
| 22 maart 2015 14:30 Anfield Liverpool                  | 69' Sturridge                                          | 0-1 0-2 1-2                     | 14' Mata 59' Mata                       | De Gea Valencia, Smalling, Jones, Blind (90+4' Rojo) Mata, Herrera (83' Falcao), Carrick, Fellaini, Young (55' Di María) Rooney         | 47' Herrera 56' Jones                             |
| 4 april 2015 16:00 Old Trafford Manchester             | Manchester United                                      | 3-1                             | Aston Villa                             | De Gea Valencia, Jones, Rojo, Blind Mata, Herrera, Carrick, Fellaini (77' Falcao), Young (70' Di María) Rooney                          |                                                   |
| 4 april 2015 16:00 Old Trafford Manchester             | 43' Herrera 79' Rooney 90+2' Herrera                   | 1-0 2-0 2-1 3-1                 | 80' Benteke                             | De Gea Valencia, Jones, Rojo, Blind Mata, Herrera, Carrick, Fellaini (77' Falcao), Young (70' Di María) Rooney                          |                                                   |
| 12 april 2015 17:00 Old Trafford Manchester            | Manchester United                                      | 4-2                             | Manchester City                         | De Gea Valencia, Smalling, Jones (75' Rojo), Blind Mata (81' Di María), Herrera, Carrick, Fellaini (83' Falcao), Young Rooney           |                                                   |
| 12 april 2015 17:00 Old Trafford Manchester            | 14' Young 27' Fellaini 67' Mata 73' Smalling           | 0-1 1-1 2-1 3-1 4-1 4-2         | 8' Agüero 89' Agüero                    | De Gea Valencia, Smalling, Jones (75' Rojo), Blind Mata (81' Di María), Herrera, Carrick, Fellaini (83' Falcao), Young Rooney           |                                                   |
| 18 april 2015 18:30 Stamford Bridge Londen             | Chelsea FC                                             | 1-0                             | Manchester United                       | De Gea Valencia, Smalling, McNair, Shaw (80' Blackett) Mata (70' Januzaj), Rooney, Herrera, Fellaini, Young (70' Di María) Falcao       | 90+5' Herrera                                     |
| 18 april 2015 18:30 Stamford Bridge Londen             | 38' Hazard                                             | 1-0                             |                                         | De Gea Valencia, Smalling, McNair, Shaw (80' Blackett) Mata (70' Januzaj), Rooney, Herrera, Fellaini, Young (70' Di María) Falcao       | 90+5' Herrera                                     |
| 26 april 2015 14:30 Goodison Park Liverpool            | Everton FC                                             | 3-0                             | Manchester United                       | De Gea Valencia, Smalling, McNair, Shaw Mata (63' Di María), Herrera, Blind, Fellaini (46' Falcao), Young Rooney (88' Van Persie)       | 12' Fellaini 64' Shaw                             |
| 26 april 2015 14:30 Goodison Park Liverpool            | 5' McCarthy 35' Stones 74' Mirallas                    | 1-0 2-0 3-0                     |                                         | De Gea Valencia, Smalling, McNair, Shaw Mata (63' Di María), Herrera, Blind, Fellaini (46' Falcao), Young Rooney (88' Van Persie)       | 12' Fellaini 64' Shaw                             |
| 2 mei 2015 18:30 Old Trafford Manchester               | Manchester United                                      | 0-1                             | West Bromwich Albion                    | De Gea Valencia, Smalling, McNair (84' Falcao), Blind (63' Di María) Mata, Rooney, Herrera, Fellaini, Young Van Persie                  | 62' McNair                                        |
| 2 mei 2015 18:30 Old Trafford Manchester               |                                                        | 0-1                             | 63' Olsson                              | De Gea Valencia, Smalling, McNair (84' Falcao), Blind (63' Di María) Mata, Rooney, Herrera, Fellaini, Young Van Persie                  | 62' McNair                                        |
| 9 mei 2015 18:30 Selhurst Park Londen                  | Crystal Palace                                         | 1-2                             | Manchester United                       | De Gea Valencia, Smalling (84' McNair), Jones, Shaw (40' Evans) Mata, Herrera, Blind, Fellaini, Young Rooney (46' Falcao)               | 55' Herrera                                       |
| 9 mei 2015 18:30 Selhurst Park Londen                  | 57' Puncheon                                           | 0-1 1-1 1-2                     | 19' Mata 78' Fellaini                   | De Gea Valencia, Smalling (84' McNair), Jones, Shaw (40' Evans) Mata, Herrera, Blind, Fellaini, Young Rooney (46' Falcao)               | 55' Herrera                                       |
| 17 mei 2015 17:00 Old Trafford Manchester              | Manchester United                                      | 1-1                             | Arsenal FC                              | De Gea (74' Valdés) Valencia, Smalling, Jones, Rojo (73' Blackett) Mata, Herrera, Blind, Fellaini, Young Falcao (61' Van Persie)        | 90+5' Herrera                                     |
| 17 mei 2015 17:00 Old Trafford Manchester              | 30' Herrera                                            | 1-0 1-1                         | 82' Blackett (own)                      | De Gea (74' Valdés) Valencia, Smalling, Jones, Rojo (73' Blackett) Mata, Herrera, Blind, Fellaini, Young Falcao (61' Van Persie)        | 90+5' Herrera                                     |
| 24 mei 2015 16:00 Kingston Communications Stadium Hull | Hull City                                              | 0-0                             | Manchester United                       | Valdés Valencia, Smalling, Jones, Rojo Mata (73' Wilson), Herrera, Blind, Young (59' Fellaini), Di María (23' Januzaj) Rooney           | 57' Blind 77' Fellaini 90+2' Smalling             |
| 24 mei 2015 16:00 Kingston Communications Stadium Hull |                                                        |                                 |                                         | Valdés Valencia, Smalling, Jones, Rojo Mata (73' Wilson), Herrera, Blind, Young (59' Fellaini), Di María (23' Januzaj) Rooney           | 57' Blind 77' Fellaini 90+2' Smalling             |

### Overzicht
| Speeldag  | 1  | 2  | 3  | 4 | 5  | 6 | 7  | 8  | 9  | 10 | 11 | 12 | 13 | 14 | 15 | 16 | 17 | 18 | 19 | 20 | 21 | 22 | 23 | 24 | 25 | 26 | 27 | 28 | 29 | 30 | 31 | 32 | 33 | 34 | 35 | 36 | 37 | 38 |
| --------- | -- | -- | -- | - | -- | - | -- | -- | -- | -- | -- | -- | -- | -- | -- | -- | -- | -- | -- | -- | -- | -- | -- | -- | -- | -- | -- | -- | -- | -- | -- | -- | -- | -- | -- | -- | -- | -- |
| Resultaat | v  | g  | g  | w | v  | w | w  | g  | g  | v  | w  | w  | w  | w  | w  | w  | g  | w  | g  | g  | v  | w  | w  | g  | w  | v  | w  | w  | w  | w  | w  | w  | v  | v  | v  | w  | g  | g  |
| Punten    | 0  | 1  | 2  | 5 | 5  | 8 | 11 | 12 | 13 | 13 | 16 | 19 | 22 | 25 | 28 | 31 | 32 | 35 | 36 | 37 | 37 | 40 | 43 | 44 | 47 | 47 | 50 | 53 | 56 | 59 | 62 | 65 | 65 | 65 | 65 | 68 | 69 | 70 |
| Positie   | 14 | 13 | 14 | 9 | 12 | 7 | 4  | 6  | 8  | 10 | 7  | 4  | 4  | 4  | 3  | 3  | 3  | 3  | 3  | 3  | 4  | 4  | 3  | 4  | 3  | 4  | 4  | 4  | 4  | 4  | 3  | 3  | 3  | 4  | 4  | 4  | 4  | 4  |

### Eindstand
| №  | Club                 | WG | W  | G  | V  | DV | DT | +/− | Punten |
| -- | -------------------- | -- | -- | -- | -- | -- | -- | --- | ------ |
|    | Chelsea              | 38 | 26 | 9  | 3  | 73 | 32 | +41 | 87     |
| 2  | Manchester City      | 38 | 24 | 7  | 7  | 83 | 38 | +45 | 79     |
| 3  | Arsenal              | 38 | 22 | 9  | 7  | 71 | 36 | +35 | 75     |
| 4  | Manchester United    | 38 | 20 | 10 | 8  | 62 | 37 | +25 | 70     |
| 5  | Tottenham Hotspur    | 38 | 19 | 7  | 12 | 58 | 53 | +5  | 64     |
| 6  | Liverpool            | 38 | 18 | 8  | 12 | 52 | 48 | +4  | 62     |
| 7  | Southampton          | 38 | 18 | 6  | 14 | 54 | 33 | +21 | 60     |
| 8  | Swansea City         | 38 | 16 | 8  | 14 | 46 | 49 | –3  | 56     |
| 9  | Stoke City           | 38 | 15 | 9  | 14 | 48 | 45 | +3  | 54     |
| 10 | Crystal Palace       | 38 | 13 | 9  | 16 | 47 | 51 | –4  | 48     |
| 11 | Everton              | 38 | 12 | 11 | 15 | 48 | 50 | –2  | 47     |
| 12 | West Ham United      | 38 | 12 | 11 | 15 | 44 | 47 | –3  | 47     |
| 13 | West Bromwich Albion | 38 | 11 | 11 | 16 | 38 | 51 | –13 | 44     |
| 14 | Leicester City       | 38 | 11 | 8  | 19 | 46 | 55 | –9  | 41     |
| 15 | Newcastle United     | 38 | 10 | 9  | 19 | 40 | 63 | –23 | 39     |
| 16 | Sunderland           | 38 | 7  | 17 | 14 | 31 | 53 | –22 | 38     |
| 17 | Aston Villa          | 38 | 10 | 8  | 20 | 31 | 57 | –26 | 38     |
| 18 | Hull City            | 38 | 8  | 11 | 19 | 33 | 51 | –18 | 35     |
| 19 | Burnley              | 38 | 7  | 12 | 19 | 28 | 53 | –25 | 33     |
| 20 | Queens Park Rangers  | 38 | 8  | 6  | 24 | 42 | 73 | –31 | 30     |

### Toeschouwers
| №      | Club                 | Totaal     | Gem    | Duels | +/–    | Record |
| ------ | -------------------- | ---------- | ------ | ----- | ------ | ------ |
| 1      | Manchester United    | 1.431.362  | 75.335 | 19    | +0,2%  | 75.454 |
| 2      | Arsenal              | 1.139.843  | 59.992 | 19    | 0,0%   | 60.081 |
| 3      | Newcastle United     | 956.823    | 50.359 | 19    | −0,1%  | 52.315 |
| 4      | Manchester City      | 861.939    | 45.365 | 19    | −3,6%  | 45.919 |
| 5      | Liverpool            | 848.519    | 44.659 | 19    | 0,0%   | 44.736 |
| 6      | Sunderland           | 819.985    | 43.157 | 19    | +5,0%  | 47.563 |
| 7      | Chelsea              | 789.376    | 41.546 | 19    | +0,2%  | 41.629 |
| 8      | Everton              | 729.711    | 38.406 | 19    | +1,8%  | 39.621 |
| 9      | Tottenham Hotspur    | 678.824    | 35.728 | 19    | −0,2%  | 36.130 |
| 10     | West Ham United      | 662.552    | 34.846 | 19    | +1,9%  | 34.977 |
| 11     | Aston Villa          | 648.518    | 34.133 | 19    | −5,4%  | 41.273 |
| 12     | Leicester City       | 602.165    | 31.693 | 19    | +26,8% | 32.021 |
| 13     | Southampton          | 582.395    | 30.741 | 19    | +1,8%  | 31.723 |
| 14     | Stoke City           | 514.547    | 27.081 | 19    | +3,6%  | 27.602 |
| 15     | West Bromwich Albion | 476.211    | 25.064 | 19    | −0,5%  | 26.768 |
| 16     | Crystal Palace       | 464.004    | 24.421 | 19    | +0,2%  | 25.197 |
| 17     | Hull City            | 447.584    | 23.557 | 19    | −2,3%  | 24.877 |
| 18     | Swansea City         | 390.543    | 20.555 | 19    | +0,7%  | 20.828 |
| 19     | Burnley              | 363.483    | 19.131 | 19    | +39,4% | 21.335 |
| 20     | Queens Park Rangers  | 338.369    | 17.809 | 19    | +6,9%  | 18.098 |
| Totaal | Totaal               | 13.746.753 | 36.179 | 380   | −1,3%  | 75.454 |

## League Cup

### Wedstrijden
| Wedstrijddetails                                | Thuisploeg                              | Uitslag         | Uitploeg          | Opstelling | Kaarten   |
| ----------------------------------------------- | --------------------------------------- | --------------- | ----------------- | --- | --------- |
| Tweede ronde                                    |                                         |                 |                   | |           |
| 26 augustus 2014 21:00 Stadium:mk Milton Keynes | Milton Keynes Dons (III)                | 4-0             | Manchester United | De Gea Vermijl, Evans, Keane, James Janko (46' Pereira), Anderson, Kagawa (20' Januzaj), Powell (57' Wilson) Hernández, Welbeck | 51' James |
| 26 augustus 2014 21:00 Stadium:mk Milton Keynes | 25' Grigg 63' Grigg 70' Afobe 84' Afobe | 1-0 2-0 3-0 4-0 |                   | De Gea Vermijl, Evans, Keane, James Janko (46' Pereira), Anderson, Kagawa (20' Januzaj), Powell (57' Wilson) Hernández, Welbeck | 51' James |

## FA Cup

### Wedstrijden
| Wedstrijddetails                              | Thuisploeg                   | Uitslag         | Uitploeg                            | Opstelling | Kaarten                                                                           |
| --------------------------------------------- | ---------------------------- | --------------- | ----------------------------------- | --- | --------------------------------------------------------------------------------- |
| 1/32 finale                                   |                              |                 |                                     | |                                                                                   |
| 4 januari 2015 16:30 Huish Park Yeovil        | Yeovil Town (III)            | 0-2             | Manchester United                   | De Gea Rafael (46' Mata), McNair, Smalling, Blackett, Shaw (46' Evans) Herrera, Rooney, Fletcher Falcao (60' Di María), Wilson    | 64' Herrera                                                                       |
| 4 januari 2015 16:30 Huish Park Yeovil        |                              | 0-1 0-2         | 64' Herrera 90' Di María            | De Gea Rafael (46' Mata), McNair, Smalling, Blackett, Shaw (46' Evans) Herrera, Rooney, Fletcher Falcao (60' Di María), Wilson    | 64' Herrera                                                                       |
| 1/16 finale                                   |                              |                 |                                     | |                                                                                   |
| 23 januari 2015 20:55 Abbey Stadium Cambridge | Cambridge United (IV)        | 0-0             | Manchester United                   | De Gea Valencia, Jones, Rojo, Blind (86' Shaw) Fellaini (67' Herrera), Carrick, Di María, Januzaj Wilson (67' Van Persie), Falcao | 26' Fellaini 65' Wilson                                                           |
| 23 januari 2015 20:55 Abbey Stadium Cambridge |                              |                 |                                     | De Gea Valencia, Jones, Rojo, Blind (86' Shaw) Fellaini (67' Herrera), Carrick, Di María, Januzaj Wilson (67' Van Persie), Falcao | 26' Fellaini 65' Wilson                                                           |
| 3 februari 2015 20:45 Old Trafford Manchester | Manchester United            | 3-0             | Cambridge United (IV)               | De Gea McNair, Smalling, Evans, Rojo (81' Young) Rooney, Blind, Mata, Di María (71' Herrera) Van Persie (66' Wilson), Fellaini    |                                                                                   |
| 3 februari 2015 20:45 Old Trafford Manchester | 25' Mata 32' Rojo 73' Wilson | 1-0 2-0 3-0     |                                     | De Gea McNair, Smalling, Evans, Rojo (81' Young) Rooney, Blind, Mata, Di María (71' Herrera) Van Persie (66' Wilson), Fellaini    |                                                                                   |
| 1/8 finale                                    |                              |                 |                                     | |                                                                                   |
| 16 februari 2015 20:45 Deepdale Preston       | Preston North End (III)      | 1-3             | Manchester United                   | De Gea Valencia, Smalling, Rojo, Shaw Herrera, Blind, Fellaini, Di María Falcao (60' Young), Rooney                               | 69' Rojo                                                                          |
| 16 februari 2015 20:45 Deepdale Preston       | 47' Laird                    | 1-0 1-1 1-2 1-3 | 65' Herrera 72' Fellaini 88' Rooney | De Gea Valencia, Smalling, Rojo, Shaw Herrera, Blind, Fellaini, Di María Falcao (60' Young), Rooney                               | 69' Rojo                                                                          |
| Kwartfinale                                   |                              |                 |                                     | |                                                                                   |
| 9 maart 2015 20:45 Old Trafford Manchester    | Manchester United            | 1-2             | Arsenal FC                          | De Gea Valencia, Smalling, Rojo (73' Januzaj), Shaw (46' Jones) Herrera (46' Carrick), Blind, Fellaini Di María, Rooney, Young    | 37' Herrera 59' Fellaini 60' Young 64' Rojo 76' Di María 77' Di María 87' Januzaj |
| 9 maart 2015 20:45 Old Trafford Manchester    | 29' Rooney                   | 0-1 1-1 1-2     | 25' Monreal 61' Welbeck             | De Gea Valencia, Smalling, Rojo (73' Januzaj), Shaw (46' Jones) Herrera (46' Carrick), Blind, Fellaini Di María, Rooney, Young    | 37' Herrera 59' Fellaini 60' Young 64' Rojo 76' Di María 77' Di María 87' Januzaj |

## Statistieken
De speler met de meeste wedstrijden is in het groen aangeduid, de speler met de meeste doelpunten in het geel.
| Nr. | Naam              | Premier League | Premier League | FA Cup | FA Cup | League Cup | League Cup | Totaal | Totaal |
| Nr. | Naam              | Wed            | Goals          | Wed    | Goals  | Wed        | Goals      | Wed    | Goals  |
| --- | ----------------- | -------------- | -------------- | ------ | ------ | ---------- | ---------- | ------ | ------ |
| 1.  | David de Gea      | 37             | 0              | 5      | 0      | 1          | 0          | 43     | 0      |
| 2.  | Rafael            | 10             | 0              | 1      | 0      | 0          | 0          | 11     | 0      |
| 3.  | Luke Shaw         | 16             | 0              | 4      | 0      | 0          | 0          | 20     | 0      |
| 4.  | Phil Jones        | 22             | 0              | 2      | 0      | 0          | 0          | 24     | 0      |
| 5.  | Marcos Rojo       | 22             | 0              | 4      | 1      | 0          | 0          | 26     | 1      |
| 6.  | Jonny Evans       | 14             | 0              | 2      | 0      | 1          | 0          | 17     | 0      |
| 7.  | Ángel di María    | 27             | 3              | 5      | 1      | 0          | 0          | 32     | 4      |
| 8.  | Juan Mata         | 33             | 9              | 2      | 1      | 0          | 0          | 35     | 10     |
| 9.  | Radamel Falcao    | 26             | 4              | 3      | 0      | 0          | 0          | 29     | 4      |
| 10. | Wayne Rooney      | 33             | 12             | 4      | 2      | 0          | 0          | 37     | 14     |
| 11. | Adnan Januzaj     | 18             | 0              | 2      | 0      | 1          | 0          | 21     | 0      |
| 12. | Chris Smalling    | 25             | 4              | 4      | 0      | 0          | 0          | 29     | 4      |
| 13. | Anders Lindegaard | 0              | 0              | 0      | 0      | 0          | 0          | 0      | 0      |
| 14. | Javier Hernández  | 1              | 0              | 0      | 0      | 1          | 0          | 2      | 0      |
| 16. | Michael Carrick   | 18             | 1              | 2      | 0      | 0          | 0          | 20     | 1      |
| 17. | Nani              | 1              | 0              | 0      | 0      | 0          | 0          | 1      | 0      |
| 17. | Daley Blind       | 25             | 2              | 4      | 0      | 0          | 0          | 29     | 2      |
| 18. | Ashley Young      | 26             | 2              | 3      | 0      | 0          | 0          | 29     | 2      |
| 19. | Danny Welbeck     | 2              | 0              | 0      | 0      | 1          | 0          | 3      | 0      |
| 20. | Robin van Persie  | 27             | 10             | 2      | 0      | 0          | 0          | 29     | 10     |
| 21. | Ander Herrera     | 26             | 6              | 5      | 2      | 0          | 0          | 31     | 8      |
| 22. | Nick Powell       | 0              | 0              | 0      | 0      | 1          | 0          | 1      | 0      |
| 23. | Tom Cleverley     | 1              | 0              | 0      | 0      | 0          | 0          | 1      | 0      |
| 24. | Darren Fletcher   | 11             | 0              | 1      | 0      | 0          | 0          | 12     | 0      |
| 25. | Antonio Valencia  | 32             | 0              | 3      | 0      | 0          | 0          | 35     | 0      |
| 26. | Shinji Kagawa     | 0              | 0              | 0      | 0      | 1          | 0          | 1      | 0      |
| 28. | Anderson          | 1              | 0              | 0      | 0      | 1          | 0          | 2      | 0      |
| 30. | Guillermo Varela  | 0              | 0              | 0      | 0      | 0          | 0          | 0      | 0      |
| 31. | Marouane Fellaini | 27             | 6              | 4      | 1      | 0          | 0          | 31     | 7      |
| 32. | Víctor Valdés     | 2              | 0              | 0      | 0      | 0          | 0          | 2      | 0      |
| 33. | Patrick McNair    | 16             | 0              | 2      | 0      | 0          | 0          | 18     | 0      |
| 35. | Jesse Lingard     | 1              | 0              | 0      | 0      | 0          | 0          | 1      | 0      |
| 36. | Marnick Vermijl   | 0              | 0              | 0      | 0      | 1          | 0          | 1      | 0      |
| 37. | Saidy Janko       | 0              | 0              | 0      | 0      | 1          | 0          | 1      | 0      |
| 38. | Michael Keane     | 1              | 0              | 0      | 0      | 1          | 0          | 2      | 0      |
| 39. | Thomas Thorpe     | 1              | 0              | 0      | 0      | 0          | 0          | 1      | 0      |
| 40. | Ben Amos          | 0              | 0              | 0      | 0      | 0          | 0          | 0      | 0      |
| 41. | Reece James       | 0              | 0              | 0      | 0      | 1          | 0          | 1      | 0      |
| 42. | Tyler Blackett    | 11             | 0              | 1      | 0      | 0          | 0          | 12     | 0      |
| 44. | Andreas Pereira   | 1              | 0              | 0      | 0      | 1          | 0          | 2      | 0      |
| 49. | James Wilson      | 13             | 1              | 3      | 1      | 1          | 0          | 17     | 2      |

## Individuele prijzen
| Prijs                | Winnaar      |
| -------------------- | ------------ |
| PFA Team of the Year | David de Gea |

## Afbeeldingen

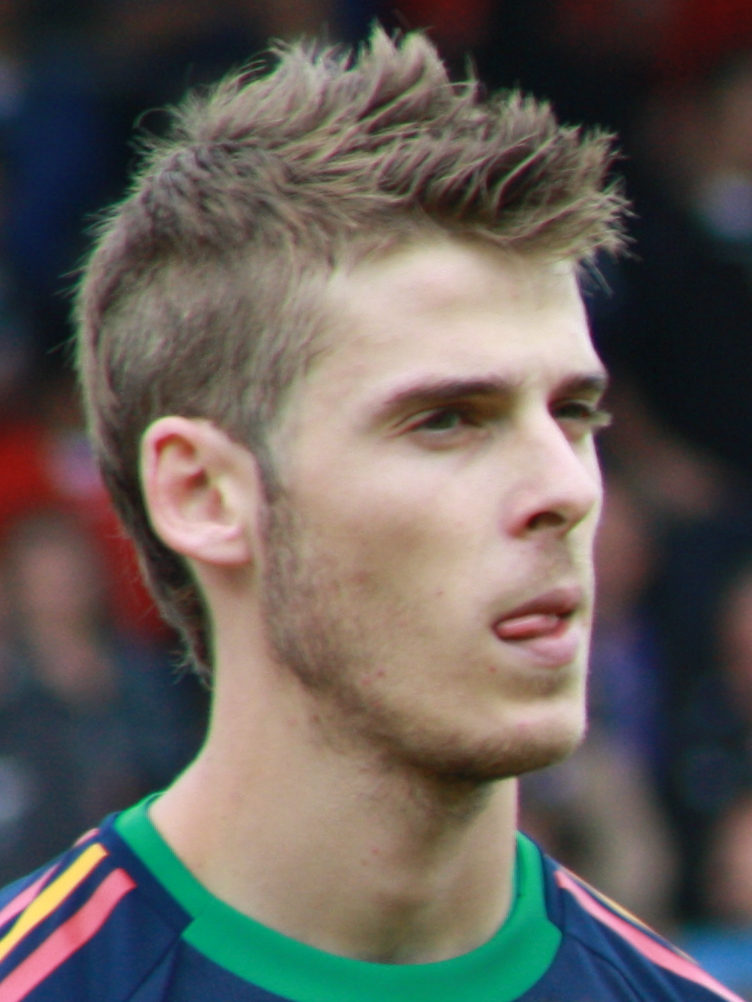
David de Gea (doelman)
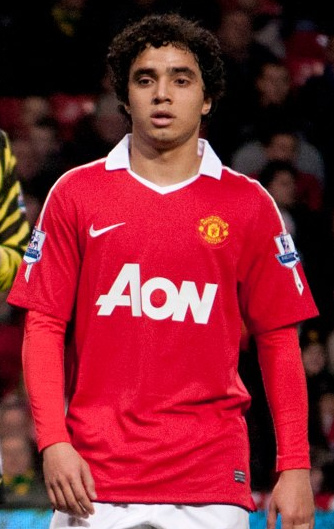
Rafael (verdediger)
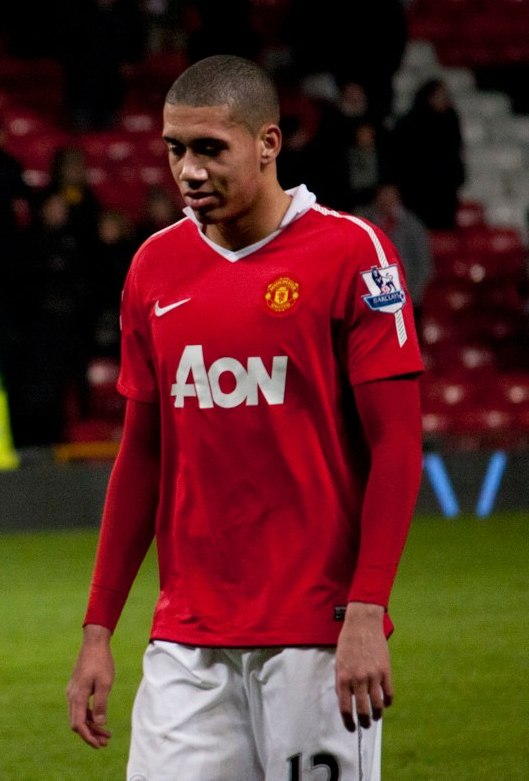
Chris Smalling (verdediger)
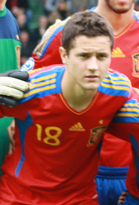
Ander Herrera (middenvelder)
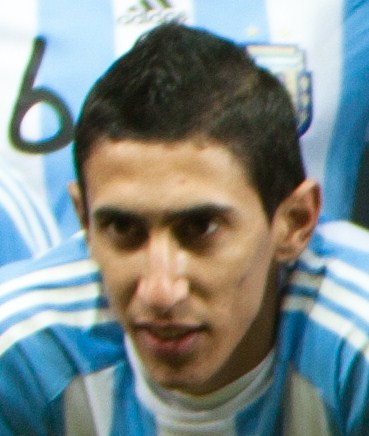
Ángel Di María (middenvelder)
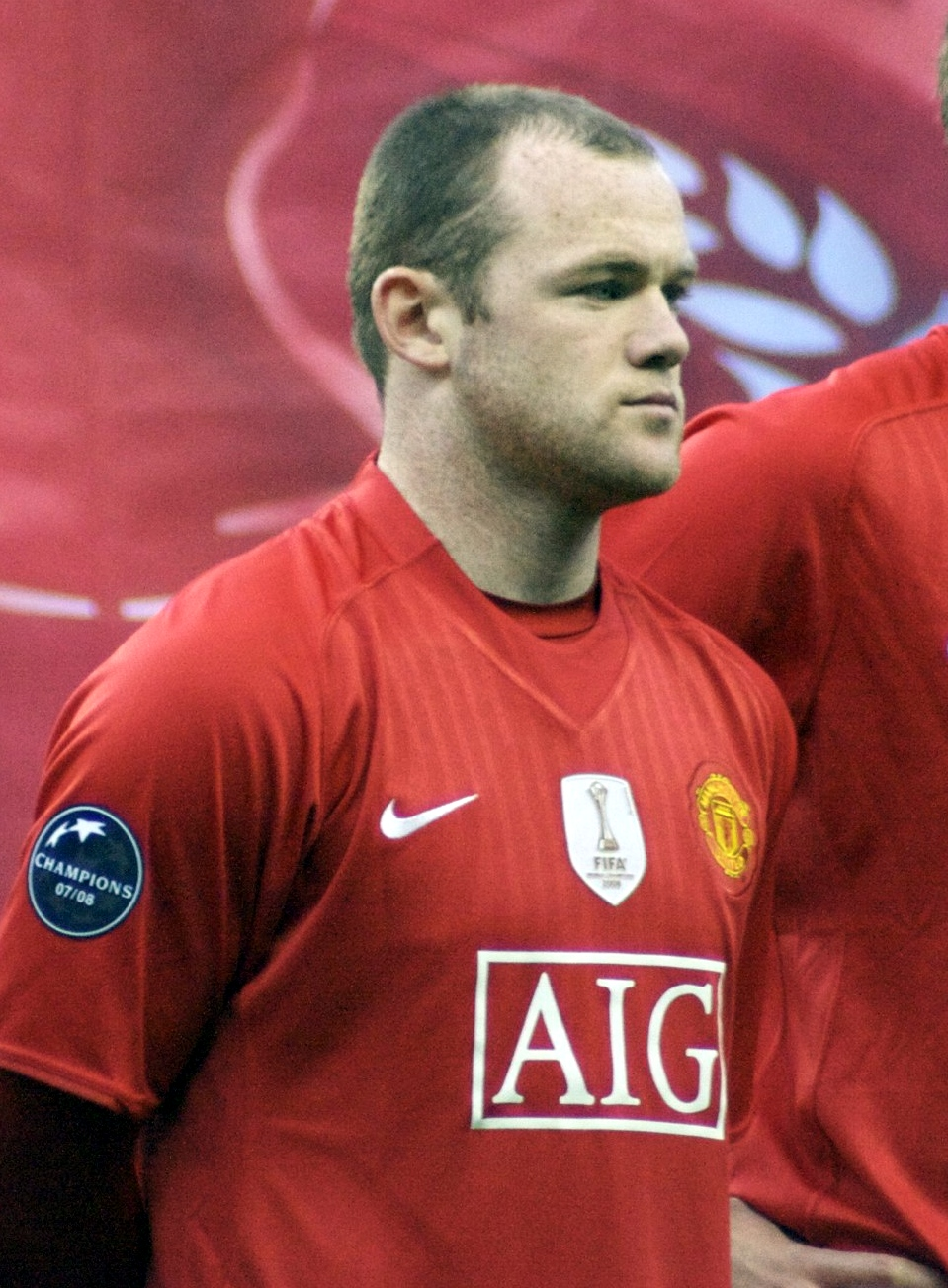
Wayne Rooney (aanvaller)
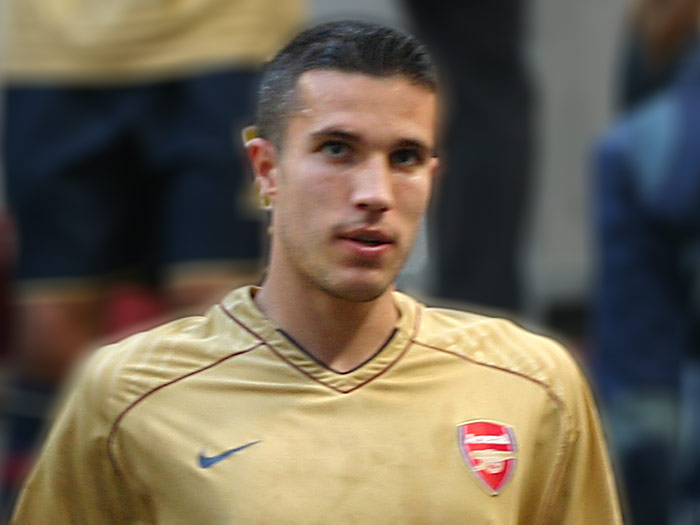
Robin van Persie (aanvaller)
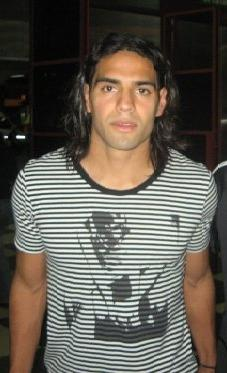
Radamel Falcao (aanvaller)